# Hilimejaya
Hilimejaya is een bestuurslaag in het regentschap Nias Selatan van de provincie Noord-Sumatra, Indonesië. Hilimejaya telt 311 inwoners (volkstelling 2010).